# منطقة جنوب آسيا للتجارة الحرة

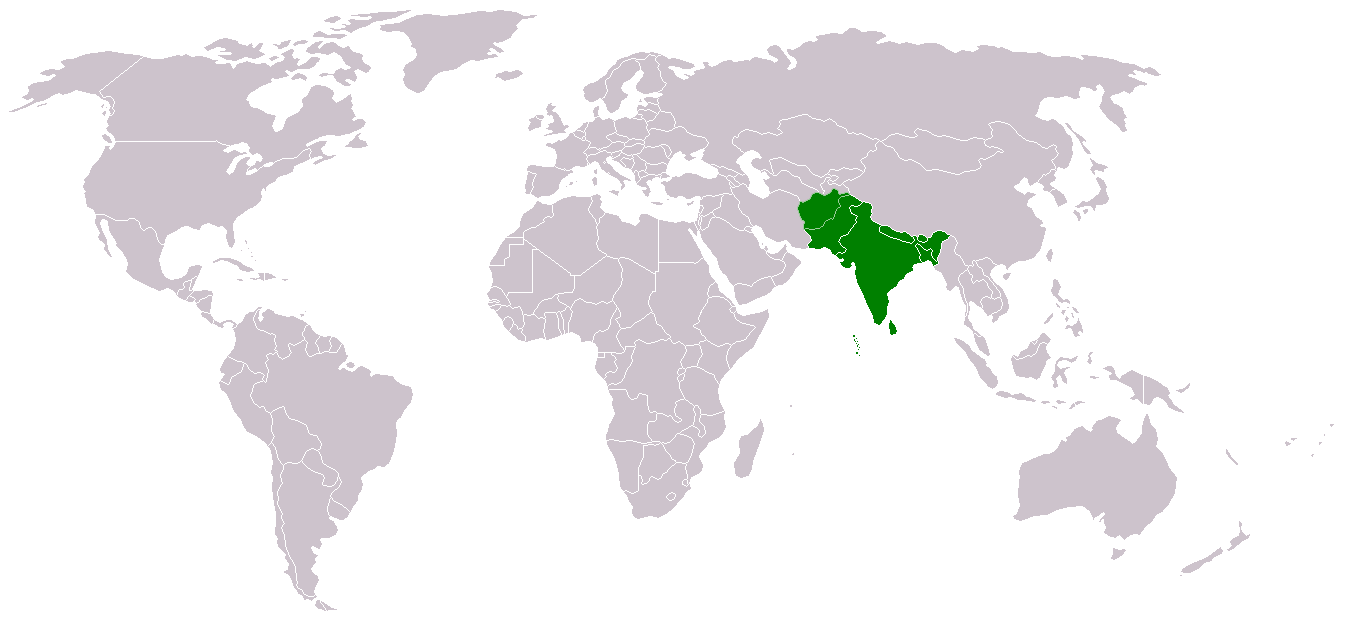
بلدان واقعة تحت منطقة جنوب آسيا للتجارة الحرة

منطقة جنوب آسيا للتجارة الحرة (SAFTA) هي اتفاقية تم التوصل إليها يوم 6 يناير 2004م في قمة سارك ال12 في إسلام آباد باكستان. وصنعت منطقة التجارة الحرة من 1.6 مليار شخص في بنغلاديش، بوتان، الهند، جزر المالديف، نيبال، باكستان وسريلانكا (اعتباراً من عام 2011 عدد سكانها مجتمعة 1.8 مليار نسمة).